# Vielleicht Esther
Vielleicht Esther. Geschichten ist ein literarisches Werk der ukrainisch-deutschen Schriftstellerin Katja Petrowskaja, das 2014 erschien. Für ihre Lesung der Erzählung Vielleicht Esther, die im Buch am Ende des 5. Kapitels enthalten ist, wurde Petrowskaja 2013 mit dem Ingeborg-Bachmann-Preis und für das gesamte Werk Vielleicht Esther 2014 mit dem aspekte-Literaturpreis ausgezeichnet.
Es wird der Hergang des Völkermordes an der jüdischen Bevölkerung von Kiew durch Nationalsozialisten anhand der Geschichte von Esther erzählt, die der Großmutter des Vaters der Autorin ähnelt. Sie wurde 1941 in Kiew verschleppt und bei dem Massaker von Babyn Jar ermordet. Auf ihren nur mutmaßlich bekannten Vornamen bezieht sich der Titel Vielleicht Esther.

## Aufbau
- Vielleicht Esther
  - Google sei Dank

| Kapitel 1 Eine exemplarische Geschichte - Familienbaum - Negative Zahlen - Die Liste - Das Rezept - Perpetuum mobile - Nachbarn - Im Museum | Kapitel 2 Rosa und die Stummen - Schimon der Hörende - Ein Flug - Das Tor - Ariadnefaden - Die letzte Mutter - Mogendovid - Wünschelrute - Der Zug - Facebook 1940 | Kapitel 3 Mein schönes Polen - Polscha - Ozjels Asyl - Ulica Ciepla - Zwei Städte - Family Heritage - Ebay now - Die Probe - Nike - Das falsche Haus - Kozyra - Life Records - Related through Adam - Kalisz - Verlorene Buchstaben | Kapitel 4 In der Welt der unorganisierten Materie - Hausdurchsuchung - Van der Lubbe - Damoklesschwert - Größenwahn - Im Archiv - Stimmen - Goethes Geheimdienst - Ein Meschuggener - Der Prozess - Drei Autos - Zufall - Marias Tränen - Die Schürze - Selbsterhaltungstrieb - Vergiss Herostratos - Gorgo Medusa - Karl versus Judas - Windrose | Kapitel 5 Babij Jar - Ein Spaziergang - Riva, Rita, Margarita - Anna und Ljolja - Arnold im Hemd - Vielleicht Esther | Kapitel 6 Deduschka - Das Schweigen des Großvaters - Mittagspause in Mauthausen - Der Garten - Freitagsbriefe - Perlen - Beim Großvater - Milchstraße - Russenfriedhof - Hans - Fahrt nach Mauthausen - Sisyphus - Der Todesmarsch der fremden Verwandten - Das Ende des Imperiums |

- Kreuzung

- Danksagung (darin ein Dank an die Lektorinnen Sieglinde Geisel und Katharina Raabe)
- Bildnachweis

## Inhalt der einzelnen Geschichten

### Google sei Dank
Im ersten und längsten Abschnitt dieser Geschichte denkt die Erzählerin über den Bahnhof nach, der „vor Kurzem in die Mitte dieser Stadt gebaut“ wurde und von dem aus sie ihre Reisen beginnt, auch wenn es ihr lieber wäre, sie nicht „in der Ödnis um den Bahnhof“ beginnen zu müssen, „die noch immer von der Verwüstung dieser Stadt zeugt“, und nicht an einem zugigen Ort. Gerade wundert sie sich erneut „über das Gnadenlose dieses Willkommens“ – sie sieht „die Großbuchstaben Bombardier Willkommen in Berlin unter dem Bogen des geschwungenen Daches“ –, „als ein älterer Herr sich mir näherte und mich nach Bombardier fragte“ und sie ihm zur Antwort gibt, es handele sich um ein Musical, „das in Berlin erfolgreich laufe“. Durch dieses Gespräch machen drei Erwachsene miteinander Bekanntschaft. Wie sich herausstellt, nehmen sie denselben Zug, den Warszawa-Express von Berlin nach Polen, und haben dasselbe Ziel – „falls man den Drang, nach Verschwundenem zu suchen, überhaupt als Ziel definieren dürfe“, kommentiert die Erzählerin. Der ältere Mann sagt, seine Frau suche die Welt ihrer Großmutter, „die aus einem kleinen weißrussischen Dorf bei Biała Podlaska in die USA gekommen sei“, und von sich sagt er „I’m a Jew from Teheran“. Die Erzählerin überlegt: „Wie soll Demokratie funktionieren“, wenn man – wie auf eine Suchanfrage bei Google – „nur das kriegt, was man schon gesucht hat, und wenn man das ist, was man sucht, so dass man sich nie allein fühlt“ und „man auf Gleichgesinnte stößt, Gott googelt unsere Wege, auf dass wir nicht herausfallen aus unseren Fugen, ich treffe ständig Menschen, die das Gleiche suchen wie ich, sagte ich.“ 
Im zweiten Abschnitt fällt ihr auf einmal das Musical Les Misérables ein, „das tatsächlich vor Jahren hier Furore gemacht hat“, und wie „die Buchstaben von Bombardier am Bogen des Bahnhofsdaches“ einen Hall produzieren, dem nicht zu entkommen sei. 
Im dritten Abschnitt heißt es, sie habe dann wirklich gegoogelt: „und dieser Bombardier, der unsere Wege bestimmt, hatte vor kurzem die Kampagne Bombardier YourCity gestartet. Schnell und sicher.“ Und dass sie nun Zug führen „mit dem Segen Bombardiers“, einer Eisenbahnbaufirma, und „umgeben von Vorhängen und Servietten“ mit den Insignien WARS, die „so altmodisch und vergangen“ seien „wie Star Wars und andere Kriege der Zukunft.“

### Vielleicht Esther
In dieser Geschichte aus fast 40 Abschnitten wird das Grundtempo vorgegeben durch die langsamen Bewegungen der Babuschka des Vaters, die hier Vielleicht Esther genannt wird. Während erzählt wird, wie Babuschka, die kaum noch gehen konnte, dem Befehl der Besatzer Folge leistet und das Haus nach Monaten erstmals verlässt, obwohl sie sich nach dem Eindruck der Erzählerin hätte verschonen lassen können, weil der Hausmeister sie nicht auf die angeforderte Liste jüdischer Bewohner genommen hatte, reflektiert die Erzählerin über die Bedingungen und Möglichkeiten des eigenen Erzählens. Dafür verwendet sich auch Episoden aus der Kindheit ihres Vaters ebenso wie aus der eigenen Kindheit, etwa wenn die Mutter ihr ein Märchen vorlas und es dann nacherzählte. Das Bewegungstempo von Vielleicht Esther wird erzählerisch hinterfragt: „Sie ging zu ihnen, aber wie lange dauerte dieses ging? Hier folge jeder seinem eigenen Atem. Ihr ging entwickelte sich wie ein episches Geschehen“...
Im Vergleich zu der Fassung, die 2013 beim Bachmann-Preis gelesen wurde und die aus 43 Abschnitten besteht, wurden manche Abschnittswechsel anders gesetzt und die Fassung von 2014 besteht aus 39 Abschnitten. Der Stil der Anweisungen der deutschen Besatzer für den Abtransport wird einerseits verknappt, andererseits um folgenden Halbsatz ergänzt: „Mitzunehmen sind Dokumente, Geld und Wertsachen sowie warme Bekleidung, Wäsche usw.“ – und es wird eingefügt, dass die Anweisungen auf Russisch erfolgten. Der Titel des Märchens wird statt in nur zwei, in drei Übersetzungsschritten angegeben; neu ist an zweiter Stelle die lateinische Umschrift des russischen Titels: „Кощей Бессмертный, Kostschej Bessmertnyi, Kostschej der Unsterbliche“. In der Fassung von 2014 ist im (ehemals eigenen) Abschnitt der hier kursiv markierte Teil nicht mehr enthalten: „Ich sehe die Blätter dieses Fikus, die nun, im Jahre 1941, im Takt der Weltereignisse nicken. Diesem Fikus verdanke ich mein Leben. Indirekt. Mein Vater – direkt.“ Der vorletzte Abschnitt wurde am stärksten umgearbeitet und dieser erste Satz wurde gestrichen: „In Romanen treffen Opfer und Henker häufig in luftleeren Räumen aufeinander, als ob sie die einzigen Menschen auf der Welt wären, dazu verdammt, die ihnen zugeschriebenen Rollen zu erfüllen.“ Ferner sind im vorletzten Abschnitt die kursiv markierten Stellen nicht mehr enthalten: ... „und Nachbarn hinter den Vorhängen dieser dicht bewohnten Straße, eine nirgendwo erwähnte, gesichtslose, anonyme Masse für die großen Flüchtlingszüge, Ermordungen und anderen Massenszenen der Kriegs- und Friedenszeiten. Sie sind die letzten Erzähler.“ Der Fassung von 2014 hinzugefügt wurde eingangs der Vorname des Vaters, Miron, und der Name der Urgroßmutter lautet – statt gelegentlich nur Esther – jetzt durchgängig Vielleicht Esther.

## Rezeption
Der Text ist die „Aneignung einer Geschichte durch Nachgeborene“ und „ein großartiges Geschenk an die deutsche Sprache“, so die Jury des Bachmann-Preises 2013 in ihrer Laudatio mit Bezug auf die Erzählung „Vielleicht Esther“.

## Rezensionen (Auswahl)
Jüngste zuerst
- Samuel Moser, Auf der Schwelle von Mauthausen. Katja Petrowskajas Buch «Vielleicht Esther», nzz.ch, 5. April 2014
- Ulrich Gutmair, Katja Petrowskaja über Erinnerung. Ich hatte zwei Großmütter, taz.de, 29. März 2014
- Helmut Böttiger, Katja Petrowskaja. "Wir sind die letzten Europäer!", zeit.de, 16. März 2014
- Ute Büsing, "Vielleicht Esther" von Katja Petrowskaja, inforadio.de, 11. März 2014
- Sebastian Hammelehle, Familiengeschichte "Vielleicht Esther": Nächster Halt Holocaust, spiegel.de, 11. März 2014
- Andrea Gerk, Reise in die Vergangenheit (Memento vom 12. März 2014 im Internet Archive), ndr.de, 10. März 2014
- Jens Mühling, Ukraine: Die Schriftstellerin Katja Petrowskaja. Lieber ganz fremd als halb, tagesspiegel.de, 8. März 2014, enthält nur eine knappe Zusammenfassung des Werks.

## Interview zum Werk
- Holger Heimann et al., Language 'necessary struggle' for Bachmann winner, Deutsche Welle, 9. Juli 2013

## Ausgaben
- Vielleicht Esther. Geschichten. Suhrkamp Verlag, Berlin 2014, ISBN 978-3-518-42404-9